# کورنی چوکوفسکی
کورنی چوکوفسکی (روسی: Корне́й Ива́нович Чуко́вский؛ IPA: [kɐrˈnʲej ɪˈvanəvʲɪt͡ɕ t͡ɕʉˈkofskʲɪj] ()؛ زاده ۳۱ مارس ۱۸۸۲ درگذشته ۲۸ اکتبر ۱۹۶۹) یک نویسنده اهل روسیه بود.